# Gabardyna

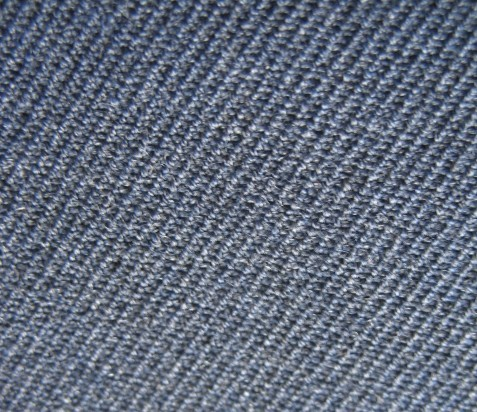
Gabardyna

Gabardyna – nazwa średnio grubej, mocno utkanej tkaniny o ukośnym splocie. Gabardyna używana jest w produkcji płaszczy, garsonek, garniturów, spodni kostiumów i innych części garderoby, a przede wszystkim mundurów galowych.
Włókno używane do wyrobu tej tkaniny jest tradycyjnie wełną, lecz może to też być włókno bawełniane, syntetyczne, bądź mieszanka wymienionych włókien. 
Materiał ten został wynaleziony pod koniec XIX wieku przez Thomasa Burberry'ego (1835–1926). Odzież z tej tkaniny była noszona przez polarników (np. przez Roalda Amundsena podczas zdobywania bieguna południowego w 1911 oraz Ernesta Shackletona podczas wyprawy transantarktycznej 1914–1916) i himalaistów (np. przez George'a Mallory'ego podczas próby zdobycia Mount Everestu w 1924). Z biegiem lat gabardynę zaczęto wytwarzać z włókien bawełnianych i syntetycznych. Gabardyna stosowana jest najczęściej do produkcji odzieży wierzchniej, w tym płaszczy czy marynarek, ale można spotkać ją również w garniturach, garsonkach lub mundurach. 